# Eriophyes leiosoma
Espèce
Eriophyes leiosoma est une espèce d'acariens de la famille des Eriophyidae responsable de Galles sur les feuilles du Tilleul.

## Description
Pour un article plus général, voir Eriophyidae.

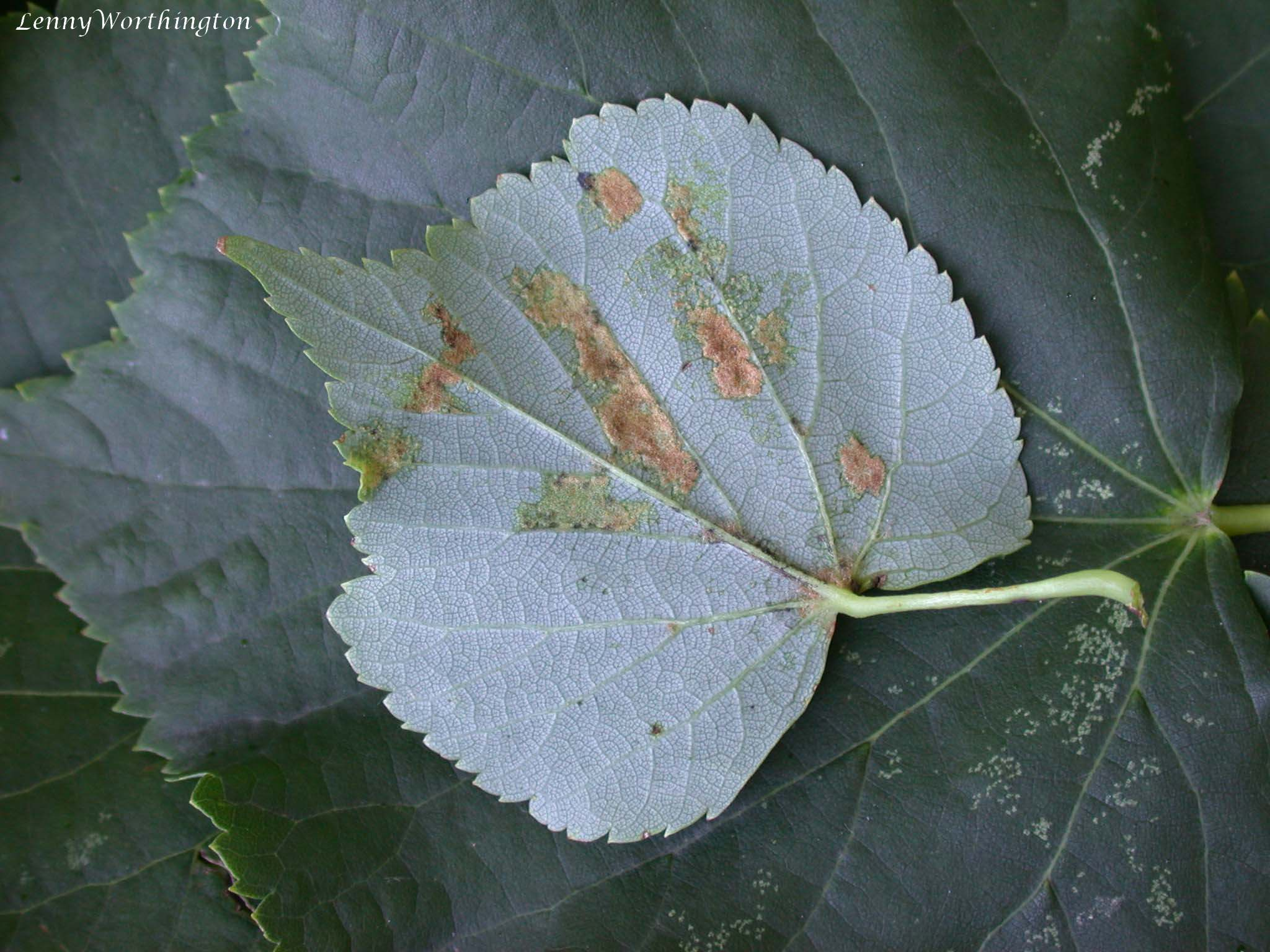
Eriophyes leiosoma sur les nervures d'une feuille du Tilleul commun.

Eriophyes leiosoma est un acarien particulièrement commun. Au printemps, il loge sur la face inférieure des feuilles de Tilleul dans de grandes taches duveteuses blanches et irrégulières nommées érineum. À partir du mois de mai, de petites galles vert clair se forment sur la surface supérieure leur développement s'achevant au milieu de l'été. Les tissus affectés finissent par brunir. 
Eriophyes leiosoma se présente sous deux formes distinctes : un érineum le long des nervures légèrement épaissies, généralement sur la face supérieure de la feuille. Il est alors orné de poils courts et épais, blancs au début, puis rouges ou bruns. Ou un érineum de 5 mm de large positionné entre les nervures sur la face supérieure ou inférieure avec un bourrelet ou une tache décolorée de l'autre côté. Il est orné de poils plus transparents au début et élargis par des extrémités rondes ; plus tard ils deviennent rouges ou bruns également.

## Impact parasitaire
L'espèce est présente en Amérique du Nord et en Europe,.
Bien qu'une proportion importante de la surface foliaire puisse être affectée, les galles sont relativement peu profondes et ne provoquent généralement pas ou peu de déformation du limbe. Cependant, l'infestation considérable entraîne parfois la défiguration des jeunes arbres.

## Taxonomie
Ce taxon est parfois considéré comme une sous-espèce d'Eriophyes tiliae sous le nom Eriophyes tiliae subsp. leiosoma (Nalepa, 1892),
Eriophyes leiosoma a pour synonymes :
- Eriophyes nervalis Nalepa, 1918[5]
- Eriophyes tiliae var. leiosoma (Nalepa, 1918)[5]
- Eriophyes tiliae var. nervalis (Nalepa, 1918)[5]
- Phytoptus tiliae leiosoma Nalepa, 1892[5]
- Eriophyes tiliae subsp. liosoma (Nalepa, 1892)[3]
- Phytoptus leiosoma Nalepa, 1892 (protonyme)[3]